# Viaducto de Patapat
El Viaducto de Patapat es una obra de ingeniería construida en  el municipio filipino  de Pagudpud, una ciudad costera situada en el extremo norte de la isla de Luzón, en la Región Administrativa de Ilocos, también denominada Región I.
El viaducto, construido en hormigón,  se eleva 31 m s. n. m., tiene un  longitud de 1,3 km y forma parte de  la Autopista Marhalika (Pan-Philippine Highway) estando situado entre Laoag y la Región del Valle de Cagayán.

## Galería

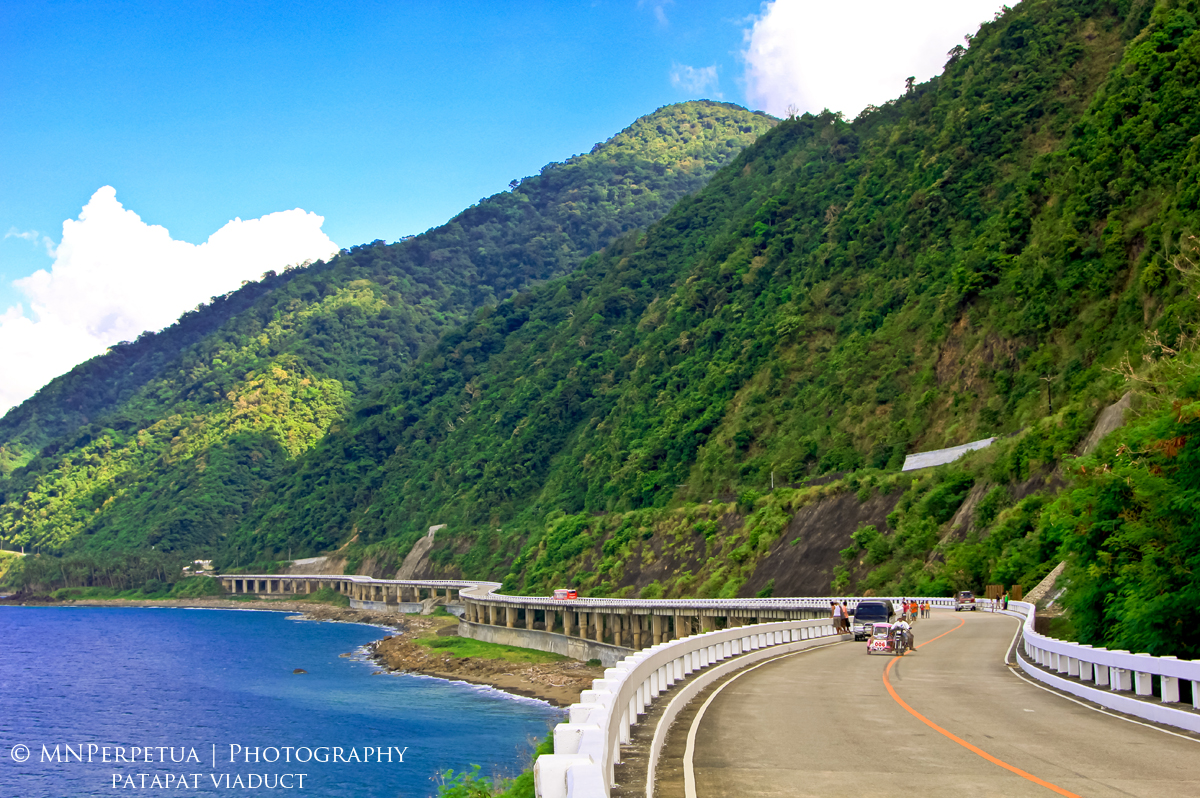
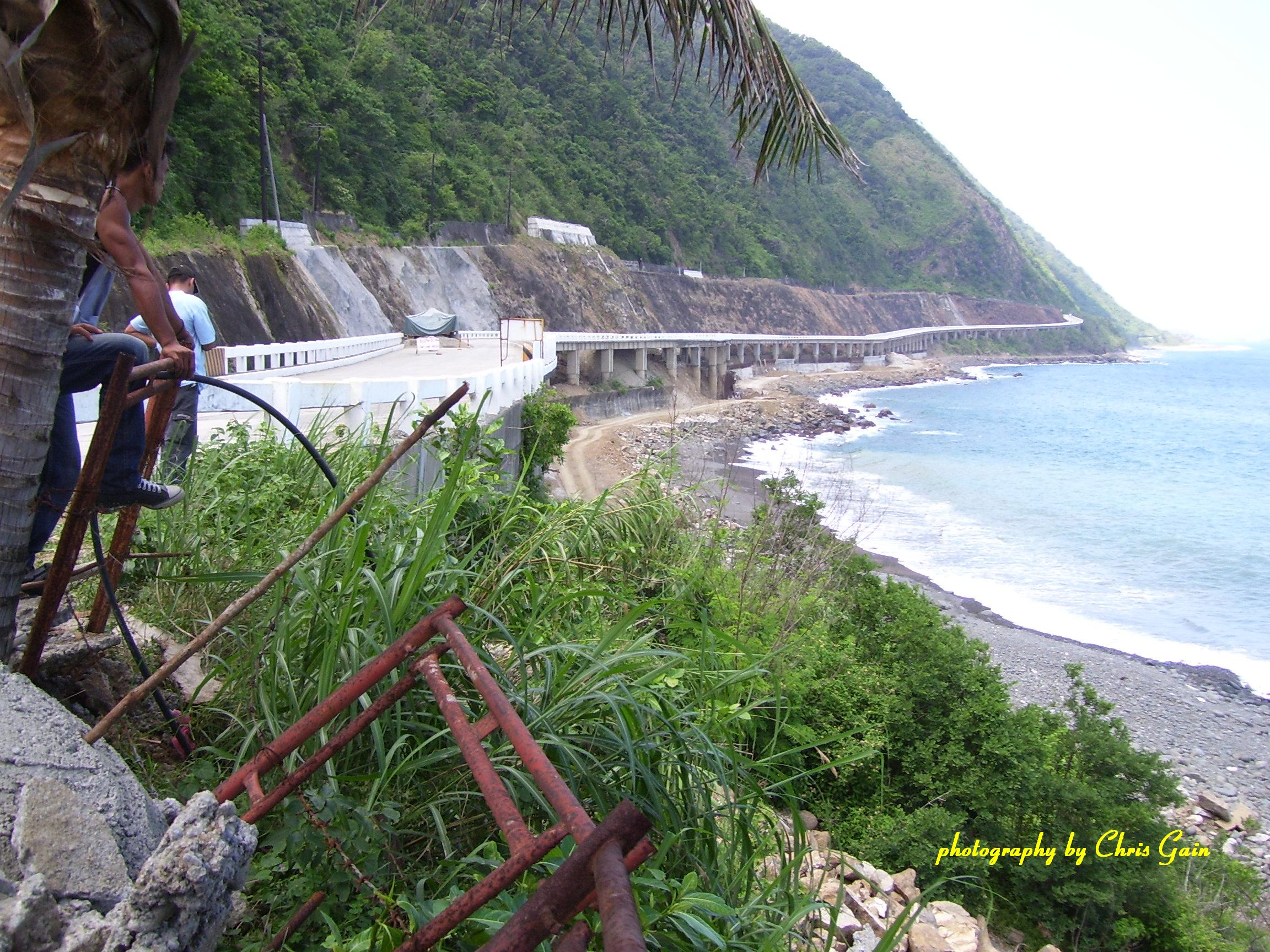
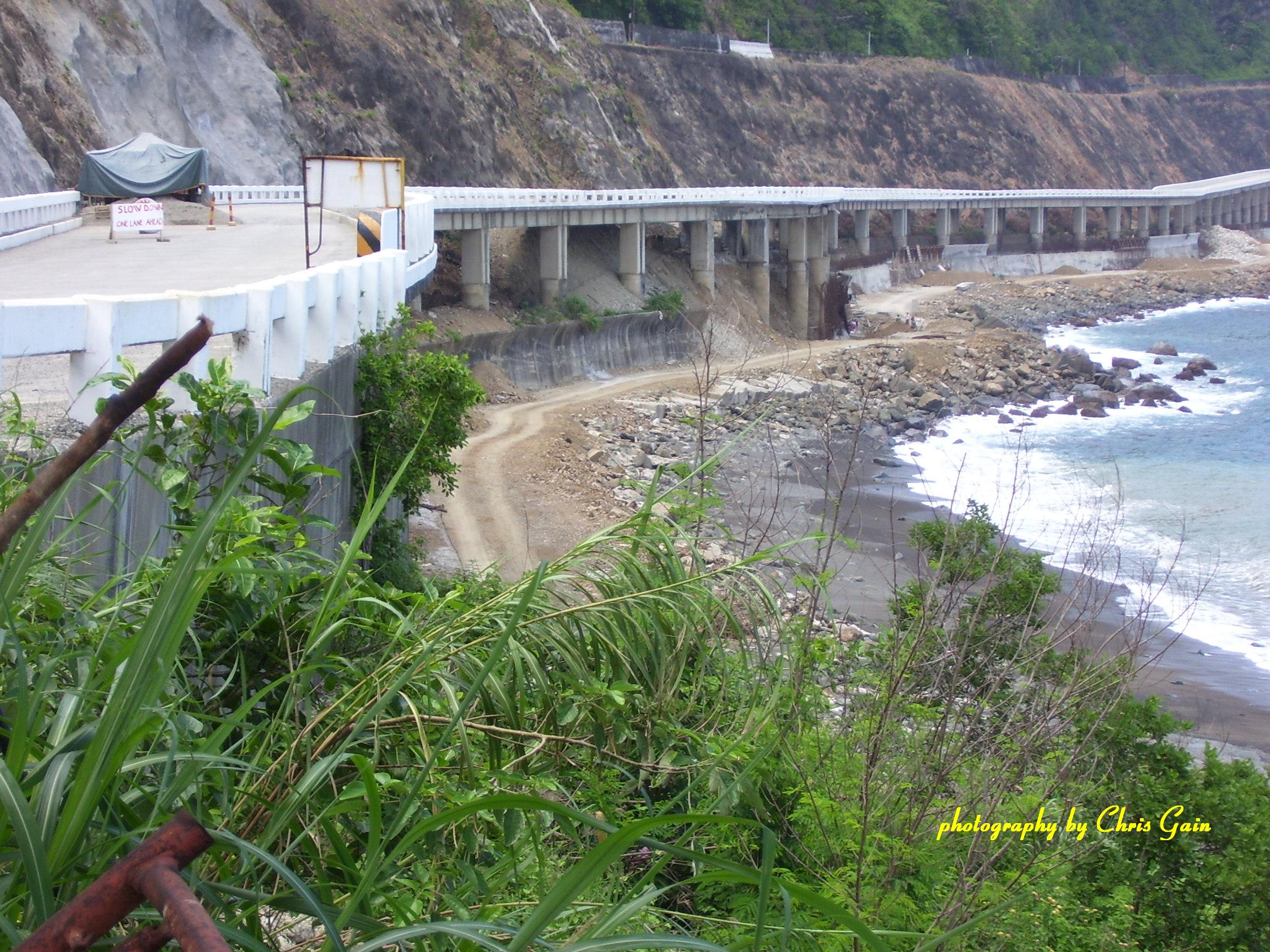